# Les Tarteretes (Serradell)
Les Tarteretes és un paratge amb alguns camps de conreu, la major part abandonats, del terme municipal de Conca de Dalt, a l'antic terme de Toralla i Serradell, al Pallars Jussà, en territori que havia estat del poble de Serradell.
Està situat al sud-oest de Serradell, a banda i banda del barranc de Rastanyó i a prop, a l'esquerra, del riu de Serradell. És a ponent de Camparriu i a llevant de la Frontera.